# Beyond the Lights
Beyond the Lights ist ein US-amerikanisches Filmdrama von Regisseurin Gina Prince-Bythewood aus dem Jahre 2014. Die Hauptdarsteller des Films sind Gugu Mbatha-Raw und Nate Parker. Der Filmsong Grateful erhielt 2015 eine Oscar-Nominierung.

## Handlung
Von klein auf wird Noni Jean (Gugu Mbatha-Raw) von ihrer Mutter (Minnie Driver) auf eine Karriere als Sängerin vorbereitet. Schließlich gelingt ihr auch ein Erfolg, der mit einem Grammy gekrönt wird. Sie muss jedoch jemand sein, der sie eigentlich gar nicht ist. Verzweifelt stürzt sie sich daher von dem Balkon in ihrem Hotelzimmer, doch der junge Polizist Kaz (Nate Parker) kann sie gerade noch retten. Es beginnt eine neue Freundschaft und es ist letztendlich Kaz‘ Liebe, die Noni den Mut gibt, ihren eigenen Weg zu finden, um sich zu befreien und die Künstlerin zu werden, die sie sein wollte.

## Rezeption
Beyond the Lights erreicht bei Metacritic einen Metascore von 73/100 Punkten, basierend auf 25 Bewertungen. Bei Rotten Tomatoes sind 81 % der Kritiken positiv und ist damit „certified fresh“ (deutsch zertifiziert frisch). Die Durchschnittsbewertung liegt bei 6,8/10 Punkten, basierend auf 74 Bewertungen.
Peter Travers von Rolling Stone findet, dass der Film vor Überraschungen, die zum Filmtitel passen, übersprudelt und bezeichnet ihn als „elektrisierend“.

## Hintergrund
Die Produktionskosten beliefen sich auf 7 Millionen US-Dollar, er nahm jedoch 14,6 Millionen US-Dollar ein.

## Auszeichnungen (Auswahl)
- Bei der Oscarverleihung 2015 wurde der Film in der Kategorie Bester Song nominiert.
- Auf dem Chicago International Film Festival im Jahr 2014 wurden Gina Prince-Bythewood mit dem Artistic Achievement Award ausgezeichnet und Gugu Mbatha-Raw erhielt den Emerging Artist Award.
- Das Drehbuch wurde von der African-American Film Critics Association mit einem Preis geehrt.
- In sechs Kategorien erhielt der Film Nominierungen für den Black Reel Award 2015.